# ICAO-Brandschutzkategorie
Die ICAO-Brandschutzkategorie ist eine Richtlinie der internationalen Zivilluftfahrtorganisation ICAO, die Mindestanforderungen zum Sicherstellen des Flugverkehrs am jeweiligen Flugplatz darstellt.
Die ICAO-Brandschutzkategorien sind ein wesentlicher Bestandteil für die Zulassung und Betriebsgenehmigung eines Landeplatzes, die durch länderspezifische Empfehlungen und Verwaltungsvorschriften für das Feuerlösch- und technische Rettungswesen auf Flughäfen und Verkehrslandeplätzen ergänzt wird. Dem jeweiligen Flughafen- oder Landeplatzhalter obliegt der ordnungsgemäße Betrieb eines Landeplatzes und erfordert auch die Vorhaltung eines Feuerlösch- und technischen Rettungsdienstes zur Hilfeleistung bei Luftfahrzeugunfällen sowie entsprechendes Bergegerät. Die Vorhaltung des Feuerlösch- und technischen Rettungsdienstes orientiert sich dabei an dem kritisch größten Flugzeug, das den Flugplatz anfliegt.

## Einteilung der ICAO-Brandschutzkategorien

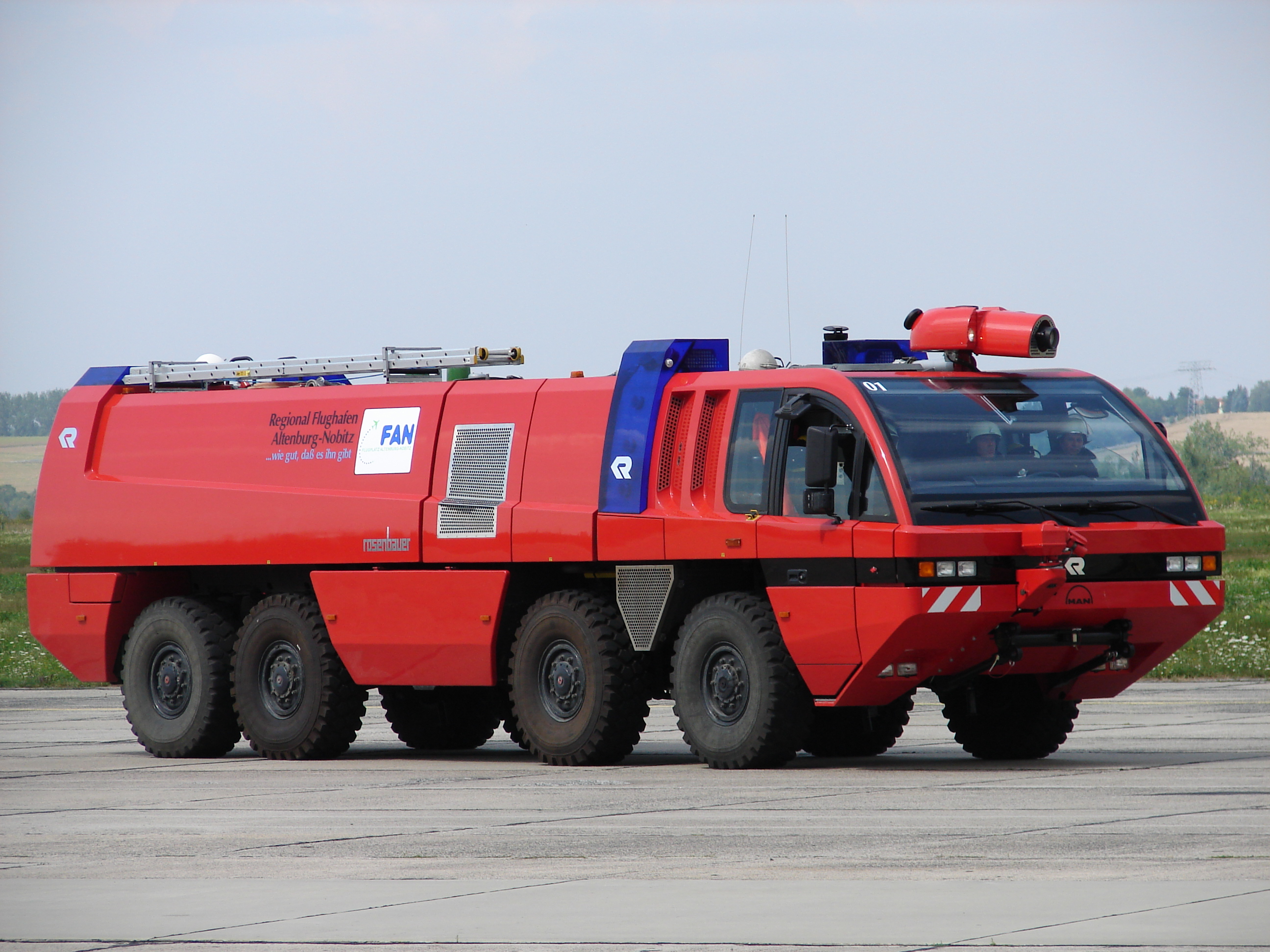
Flugfeldlöschfahrzeug Rosenbauer Panther des Leipzig-Altenburg Airport

Je nach Größe der startenden und landenden Flugzeuge, gemäß den Größenklassen der Flugzeuge nach ICAO Annex 14, wird ein Flughafen, Flugplatz, Hubschrauberlandeplatz oder auch Sonderlandeplatz in eine Brandschutzkategorie eingestuft, welche das Vorhalten einer bestimmten Anzahl von Personal, Löschfahrzeugen und Löschmittelmenge erfordert.
Zur Bestimmung der Einstufung werden die Flugbewegungen während der betriebsamsten aufeinander folgenden 3 Monate eines Jahres gezählt. Die höchste Kategorie, die 700 Flugbewegungen übersteigt, gibt die Einstufung des Flughafens an. Die Einstufung kann jedoch höchstens eine Stufe unter der Kategorie des größten verwendeten Flugzeuges liegen. Sie darf jedoch, z. B. bei starken saisonalen Schwankungen des Bedienungsangebots, zu bestimmten Zeiten gemäß den Kategorien der in der jeweiligen Zeit größten erwarteten Flugzeuge weiter gesenkt werden. Für reine Frachtflugzeuge, d. h. Flugzeuge, die keine Passagiere transportieren, gilt teilweise eine geringere Einstufung als für gleich große Passagiermaschinen, da hier nur im Bereich des Cockpits eine Menschenrettung durchgeführt werden muss.
Die ICAO-Vorgaben für Rettungs- und Feuerlöschwesen gemäß ICAO, Anhang 14 sind in folgende Klassen unterteilt:
| Kategorie für Passagiermaschinen | Kategorie für Frachtmaschinen | Gesamtlänge des Luftfahrzeuges | Größte Rumpfbreite | Beispiele                                                               |
| -------------------------------- | ----------------------------- | ------------------------------ | ------------------ | ----------------------------------------------------------------------- |
| 1                                | 1                             | 0 m bis 9 m                    | 2 m                |                                                                         |
| 2                                | 2                             | 9 m bis 12 m                   | 2 m                |                                                                         |
| 3                                | 3                             | 12 m bis 18 m                  | 3 m                |                                                                         |
| 4                                | 4                             | 18 m bis 24 m                  | 4 m                | ATR 42                                                                  |
| 5                                | 5                             | 24 m bis 28 m                  | 4 m                | ATR 72                                                                  |
| 6                                | 5                             | 28 m bis 39 m                  | 5 m                | Airbus A320                                                             |
| 7                                | 6                             | 39 m bis 49 m                  | 5 m                | Airbus A321, Boeing 737-900ER                                           |
| 8                                | 6                             | 49 m bis 61 m                  | 7 m                | Airbus A330-200, Boeing 787-8                                           |
| 9                                | 7                             | 61 m bis 76 m                  | 7 m                | Boeing 747-400                                                          |
| 10                               | 7                             | 76 m bis 90 m                  | 8 m                | Airbus A380 (Länge 72,73 m, Breite 7,15 m), Boeing 747-8 (Länge 76,3 m) |

Quelle: ICAO Annex 14  Table 9-1
Anmerkung zu der Tabelle:
- Die Einstufung erfolgt zunächst anhand der Länge des Flugzeugs. Ist die Breite des Rumpfes größer als die in der Tabelle angegebene maximale Breite, so wird die Kategorie um 1 erhöht (z. B. liegt der Airbus A380 gemäß seiner Länge in Kategorie 9, überschreitet jedoch deren maximale Breite).
- Die Längenangaben schließen den jeweils oberen Wert nicht mit ein, d. h., Kategorie 1 gilt nur für Flugzeuge mit einer Länge unter 9 Metern, Kategorie 2 nur für Flugzeuge unter 12 Metern Länge usw.
- Mit der Einführung der Familie der Großraumflugzeuge, wie zum Beispiel Boeing 747-8 und Airbus A 380, wurden die ursprünglichen ICAO-Klassen 1 bis 9 um die Brandschutzkategorie 10 erweitert.
- Für Flugplätze der Brandschutzkategorien 1 und 2 werden keine detaillierten ICAO-Empfehlungen gegeben, die über die länderspezifischen Richtlinien für das Feuerlösch- und Brandschutzwesen auf Landeplätzen hinausgehen. Vorschriften werden den einzelnen Mitgliedsländern der ICAO überlassen und durch nationale Vorschriften geregelt. Wobei dann oft eine Gewichtsklasse der Leichtflugzeuge und die monatliche Anzahl der Flugbewegungen auf kleineren Flugplätzen zur Anwendung kommen.[2]
- Bei Erfordernis der Brandschutzkategorie 3 oder höher gelten die Bestimmungen des ICAO-Anhangs 14.
- Die zahlenmäßige personelle Ausstattung geht von der jeweiligen Mindestanzahl der eingesetzten Fahrzeuge zum Ausbringen der Löschmittelmenge aus. Die personelle Ausstattung der Feuerwehr ist auf jeden Fall so zu gestalten, dass für die technische Rettung bei Brandschutzkategorie 7 mindestens fünf Feuerwehrleute zur Verfügung stehen.

Insgesamt muss das technische Rettungspersonal den örtlichen Gegebenheiten Rechnung tragen, deshalb liegt die Anzahl der Feuerwehrleute am jeweiligen Standort auch meist über der in den Richtlinien geforderten Minimalzahl. Die technische Rettung ist vom Flugplatzbrandschutz zu leisten. Sie umfasst zum Beispiel auch die Befreiung eingeklemmter Personen und die Herstellung von Zugangsmöglichkeiten in ein Flugzeug bei verklemmten Türen.

## Beispiele
- Laut ICAO gehört der Flughafen Siegerland der Brandschutzkategorie 3 an. In Abhängigkeit von der jeweiligen Flugzeuggröße, die gerade den Flughafen nutzt, muss diese jedoch bei Bedarf bis auf Kategorie 7 erhöht werden. Auf Grund der Betriebszulassung verfügt die Flughafenfeuerwehr Siegerland deshalb über zwei Löschfahrzeuge mit insgesamt 20.800 Litern Wasser, sodass ein Einsatz innerhalb von maximal drei Minuten an jeder Stelle des Flughafengeländes mit mindestens 50 % ihres Löschmittelvorrats sichergestellt werden kann.[3]
- Laut ICAO gehört der Flughafen Dresden der Brandschutzkategorie 8 an. Daher stellt der ICAO Annex 14 folgende Anforderungen: mobile Wassermenge: 18.200 l; Auswurfrate: 7.200 l/min; davon erstes Fahrzeug 50 Prozent der Auswurfrate. Zusatzlöschmittel Pulver: 450 kg. Mindestens drei Hauptlöschfahrzeuge. Reaktionszeit: maximal drei Minuten.[4]
- Laut ICAO gehört der Flughafen Hahn zur Brandschutzkategorie 9. Diese Brandschutzkategorie forderte eine Löschmenge von 24.300 Litern Wasser gemischt mit Schaummittel sowie 450 Kilogramm Löschpulver und muss auf drei Fahrzeuge verteilt sein. Reaktionszeit: maximal drei Minuten.
- Laut ICAO gehört der Flughafen Leipzig/Halle der Brandschutzkategorie 10 an. Daher stellt die ICAO folgende Forderungen: mobile Wassermenge: 32.200 Liter; Auswurfrate: 11.200 Liter pro Minute; davon erstes Fahrzeug 50 Prozent der Auswurfrate. Erforderliches Zusatzlöschmittel: 450 kg. Mindestens drei Hauptlöschfahrzeuge; Reaktionszeit: maximal drei Minuten.[5]

### Sonderfälle
- Laut ICAO ist der Flugplatz Wilhelmshaven-Mariensiel in der Brandschutzkategorie 2 als Verkehrslandeplatz klassifiziert. Im Bedarfsfall kann auf besondere Anforderung die ICAO-Brandschutzkategorie jedoch in Stufe 3 oder 4 durch Hinzuziehung zusätzlicher Feuerwehrkräfte erhöht werden. Die Kosten für die Bereitstellung werden dann gesondert erhoben und sind nicht in der normalen Landegebühr enthalten.[6]

Die Löschfahrzeuge unterliegen ebenfalls den Standardanforderungen der Internationalen Zivilluftfahrtorganisation ICAO.

## ICAO-Brandschutzkategorien Heliport
Für die Einrichtung von reinen Heliports gilt die Richtlinie der internationalen Zivilluftfahrtorganisation ICAO Annex 14 Volume II (Heliport), die durch länderspezifische Empfehlungen und Verwaltungsvorschriften für das Feuerlösch- und technische Rettungswesen der ICAO-Mitgliedstaaten ergänzt wird. Die Richtlinie schreibt die Mindestmenge der Löschmittel vor, die am Heliport vorgehalten werden muss. Weitere Regelungen sind in den Verwaltungsvorschrift über die Genehmigung der Anlage und des Betriebs von Hubschrauberflugplätzen festgehalten.
| ICAO | Rumpflänge bzw. Rotorkreisdurchmesser | Mindest- löschmittelmengen Wasser | Trocken- löschmittel |
| ---- | ------------------------------------- | --------------------------------- | -------------------- |
| H 1  | bis 15 m                              | 2500 Liter                        | 45 Kilogramm         |
| H 2  | 15 m bis 24 m                         | 5000 Liter                        | 45 Kilogramm         |
| H 3  | 24 m bis 35 m                         | 8000 Liter                        | 45 Kilogramm         |